# Cyrtandra alvarezii
Cyrtandra alvarezii är en tvåhjärtbladig växtart som beskrevs av Elmer Drew Merrill. Cyrtandra alvarezii ingår i släktet Cyrtandra och familjen Gesneriaceae. Inga underarter finns listade i Catalogue of Life.